# Есауленко, Иван Елисеевич
Иван Елисеевич Есауленко (1 октября 1921, хутор Кочеванчик, Азовский район, Ростовская обл. — 21 апреля 2008, Таганрог) — советский государственный и партийный деятель, 1-й секретарь Таганрогского горкома КПСС (1966—1973), почётный гражданин города Таганрога.

## Биография
Родился 1 октября 1921 года на хуторе Кочеван, Самарского района Ростовской области. В 1938 году поступил на учёбу в Таганрогский авиационный техникум. В 1941 году был направлен на Таганрогский авиационный завод им. Димитрова. После войны в 1946 году окончил учёбу в техникуме и был направлен на работу на машиностроительный завод № 49, где прошёл путь от техника-конструктора до ведущего конструктора ОКБ. В 1958 году окончил Всесоюзный заочный политехнический институт. А 1962 году избран секретарём парткома КПСС завода. С 1965 по 1966 год работал в Таганроге первым секретарём Октябрьского райкома КПСС.
С 1966 по 1973 год занимал должность 1-го секретаря таганрогского горкома КПСС.
С 1973 по 1985 год работал директором Таганрогского машиностроительного завода (ТАНТК им. Г.М. Бериева).
При активном участии И.Е. Есауленко в Таганроге было начато строительство Городской больницы скорой медицинской помощи, центрального канализационного коллектора, троллейбусной линии.
Награждён тремя орденами Трудового Красного Знамени, медалями.